# Sayat Nova

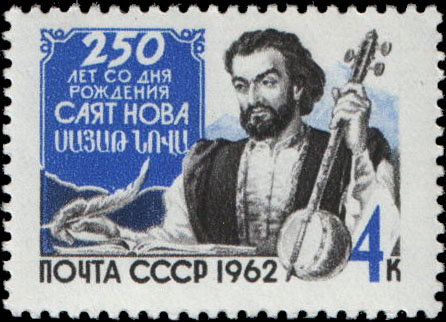
Russische Briefmarke von 1962

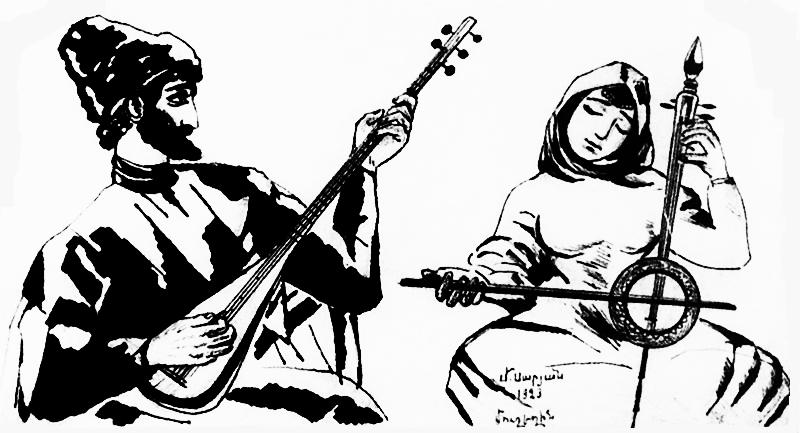
Sayat Nova spielt die Langhalslaute saz, begleitet von der Spießgeige kamança. Zeichnung von 1923

Sayat Nova, armenisch Սայաթ-Նովա Sajat-Nowa, „König des Gesangs“, auch Arutin Sayadan; gebürtig Arutin, Harutjun Արութին, Հարութիւն, (* 14. Juni 1712 in Tiflis; † 22. September 1795 in Haghpat) war ein armenischer Aschyq (Sänger, Dichter und Komponist) und Geistlicher.

## Leben
Sayat Novas Mutter stammte aus Sanahin im Norden Armeniens. Seine Kindheit verbrachte er in einem Dorf in der Nähe der georgischen Hauptstadt Tiflis. Er war schon in jungen Jahren ein begabter Schreiber lyrischer Gedichte, Sänger und Spieler auf der Kamantsche. Später leistete er seine Dienste im Hofe des Königs Heracle II. von Georgien, wo er u. a. als Diplomat tätig war. Er verlor seine Position, als er sich in die Tochter des Königs verliebte. Daraufhin verbrachte er sein restliches Leben als fahrender Sänger sowie als Barde am Hof von Karim Khan-e Zand im persischen Schiraz. 1795 wurde er von den Soldaten des Aga Mohammed Khan getötet.

## Werk
Obwohl er insgesamt mehrere tausend Lieder geschrieben hat, sind lediglich 220, die Sayat Nova zugeschrieben werden, überliefert worden. Diese Lieder haben bis heute nichts von ihrer Popularität verloren. Von den überlieferten Liedern sind 70 in armenischer, 128 in aserbaidschanischer und 30 in georgischer Sprache. Die meisten seiner Songs sind noch vorhanden in aserbaidschanischer Sprache. Er war auch des Arabischen und des Persischen mächtig.
Sayat Nova wird im kaukasischen Gebiet offiziell als der größte Aschyq (aserbaidschanisch; armenisch: Gusan), Volkssänger und Liederschreiber, seiner Zeit gewürdigt. Der armenische Komponist Alexander Arutiunian schrieb ein Opernstück mit dem Namen „Sayat Nova“ als eine Hommage auf ihn. Heute tragen seinen Namen einige Einrichtungen und Organisationen, darunter die Jerewaner Musikschule, ein lang bewährtes armenisches Tanzensemble in den Vereinigten Staaten und ein jährliches Musikwettbewerbs-Programm, außerdem ein Krater auf dem Planeten Merkur, um nur einige zu erwähnen.
1969 wurde unter der Regie von Sergei Paradschanow eine filmische Biografie mit dem Titel „Цвет граната“ (Zwet granata, deutsch „Die Farbe des Granatapfels“) veröffentlicht.